# Estación Gobernador Nougués
La Estación Gobernador Nougués fue una estación ferroviaria de San Miguel de Tucumán, Tucumán, Argentina. En la actualidad solo presta servicios de carga. Formó parte del ramal C del Ferrocarril Belgrano, y el ramal C28.

## Servicios
La estación fue inaugurada en 1892 y clausurada en 1979. En la actualidad solo presta servicios de carga. Se encontraba precedida por la estación San Andrés del Ramal C y le sigue la Estación Mate de Luna, mientras era terminal del ramal C28 que conectaba con la Estación San Pablo.